# Засядько (кратер)
Засядько (лат. Zasyadko) — невеликий кратер на зворотному боці Місяця. Знаходиться у центрі 95-кілометрового кратеру Бебкок біля північно-східного краю Моря Сміта. Діаметр — 10 км, координати центру — 3°58′ пн. ш. 94°11′ сх. д. / 3.96° пн. ш. 94.19° сх. д. Сателітних кратерів не має.
Названий на честь Засядька Олександра Дмитровича — українця, потомка козаків (син головного гармаша Запорізької Січі, родич її останнього кошового Петра Калнишевського), видатного інженера-артилериста, генерал-лейтенанта артилерії, автора і конструктора перших вітчизняних ракетних установок. Олександр Засядько на початку XIX століття мріяв про політ до Місяця саме на ракеті. Ця назва була затверджена Міжнародним астрономічним союзом 1976 року.

## Морфологія
Кратер добре зберігся і має чіткий вал без терас, обвалів, ланцюжків гір, тріщин. Дно рівне, без лави та центральної гірки. Променевої системи нема. Підстилаюча поверхня — материк.